# Josip Visković
Josipov Visković (tal. Giuseppe Viscovich) (Perast, 1728. – Perast, 1804.), posljednji mletački kapetan Perasta, ratnik. Nosio je naslov contea.
Rođen u hrvatskoj patricijskoj obitelji iz Perasta Viskovićima. Kada je propala Mletačka Republika, Peraštani su znali da je to kraj njihova dugostoljetnoga razdoblja blagostanja što je počivalo na vjernosti i na povlasticama koje im je davala Republika. Te su povlastice bile zaslužene hrabrošću peraških kapetana i pomoraca koji su se pod zastavom Sv. Marka borili protiv gusara, Turaka i shizmatika općenito. Zato su Peraštani i dobili privilegiju da budu zastavnici duždeva stijega (gonfalonieri) na mletačkom ratnom brodovlju. Kada su, dakle, 23. kolovoza 1797. Peraštani spustili stijeg Republike s Kapetanove kuće i tvrđave Sv. Križa da bi na njezino mjesto stavili austrijsku zastavu koja je dobila cijelu Dalmaciju, skupilo se cijelo mjesto. Uz dvadeset i jedan topovski hitac polože mletačke zastave na srebrni pladanj te ih odnesu u crkvu sv. Nikole. Tada je kapetan Visković održao patetičan govor na narodnom, hrvatskom jeziku, izrekavši uz ostalo:
»Za tristo i sedamdeset i sedam godišta naša bića, krv naša, i životi naši isti, bili su poklonjeni tebi, i vele smo se srećni cijenili: za trista i sedamdeset i sedam ljeta Ti s nami, a mi s Tobom bijesmo na moru vazda glasoviti, vazda slavodobitnici. Nitko nas s tobom ne vidje bježati; nitko nas s tobom ne vidje predobivene.«
Potom zastave zatvore u škrinjicu koju polože pod glavni oltar u župnoj crkvi sv. Nikole. O tome je na temelju dokumenata koji su se čuvali u obiteljskom arhivu pisao Frane Visković 1898, a poslije u više navrata Pavao Butorac.

## Daljnja literatura
- Frano Visković (Francesco Viscovich), Storia di Perasto, 1898.